# Andrzej Wałach
Andrzej Wałach (ur. 18 stycznia 1859 w Łyżbicach, zm. 11 kwietnia 1930 w Bystrzycy) – robotnik, rolnik, pomolog, działacz społeczny.

## Życiorys
Urodził się w skromnym gospodarstwie w Łyżbicach (obecnie część miasta Trzyniec). Po ukończeniu szkoły ludowej sam się dokształcał i od młodości zyskiwał autorytet za wiedzę i walory moralne. Pracował w hucie trzynieckiej jako odlewnik (giser). Był rzecznikiem spraw hutników – miał swój wkład w staraniach o uruchomienie pociągów robotniczych oraz podwyższenie zarobków. W roku 1883 ożenił się z dziewczyną z Bystrzycy. Miał trzy żony: pierwsza  żona zmarła przy porodzie, z drugą żoną miał 11 dzieci, a z trzecią żoną jednego syna. W Bystrzycy zapisał się w pamięci ówczesnych mieszkańców jako rolnik i pomolog nieustannie się dokształcający, abonujący szereg specjalistycznych czasopism rolniczych i ogrodniczych, a także jako znaczący działacz społeczny.
Był inicjatorem budowy szkoły wydziałowej w Bystrzycy. Założył Związek Wstrzemięźliwości i został jego przewodniczącym. W swoim domu organizował spotkania poświęcone lekturze i studiowaniu Biblii. Był gorącym propagatorem czytelnictwa, kolportując pisma i książki wśród miejscowej ludności. W 1889 roku założył bibliotekę, w której znalazły się pozycje naukowe, rolnicze, historyczne, religijne oraz literatura piękną czołowych polskich pisarzy (np 5 egzemplarzy Pana Tadeusza). Książki udostępniał miejscowej ludności. Pół roku później przy bibliotece założył Kółko Rolnicze i przez dziesiątki lat był jego sekretarzem, prowadząc wzorowo książki protokołów, które dziś są cennym źródłem wiedzy o tamtym okresie, a także ciekawym dokumentem pod względem językowym. Wprowadzał chętnie wszelkie nowości, organizował wystawy owoców, podczas których wygłaszał popularne wykłady dla sadowników i rolników. Pisał artykuły z zakresu pszczelarstwa i sadownictwa publikowane w Rolniku Śląskim. By zapewnić bystrzyckim rolnikom skup mleka, został współzałożycielem Spółdzielni Mleczarskiej, a w początkowym okresie także jej przewodniczącym. Założył w Bystrzycy Kasę Reiffeisena i przewodniczył jej przez 34 lat.
W grudniu 1914 roku sztab Legionów Polskich stacjonował u p. Gorylów w Bystrzycy. Miało to miejsce w domu, z którego wywodziła się Anna, druga żona Andrzeja. Któregoś dnia kierowca wioząc Komendanta Piłsudskiego po odprawie w Bystrzycy do Jabłonkowa (gdzie Józef Piłsudski mieszkał), na oblodzonej drodze w okolicach przejazdu kolejowo-drogowego wpadł w poślizg, a Józef Piłsudski uległ kontuzji. Podwładni oficerowie doszli do wniosku, że legioniści nie powinni się dowiedzieć o kontuzji Komendanta i umieścili zranionego Komendanta w domu Andrzeja Wałacha. Józef Piłsudski spędził tam 4 dni dochodząc do zdrowia.
Gościł w swoim domu również późniejszego marszałka Polski Edwarda Śmigłego-Rydza.